# Wouter de Vries
Wouter de Vries (Rheden, 26 maart 1988) is een Nederlandse golfer. Hij speelt op de Lochemse Golf Club en woont in Apeldoorn. 

## Amateur
Wouter is de broer van Floris de Vries. Samen werden ze lid van de Sallandsche Golfclub en kregen les van John Balvert. Op 14-jarige leeftijd had hij een + handicap. 

In 2003 speelde Wouter al in het Dutch Open (golf), het jaar dat Maarten Lafeber op de Hilversumsche Golf Club won.
Wouter de Vries maakte deel uit van het Nederlandse team dat in Zweden het Europees Kampioenschap speelde. Zijn clubgenote Krista Bakker zat in de meisjesselectie die in Denemarken speelde. 
Op Fleesensee Golf & Country Club speelde hij in 2010 de eerste ronde (PQ1) van de Tourschool, hij kwalificeerde zich niet voor de tweede ronde (PQ2). 

### Gewonnen
- 2003L NK Strokeplay U18
- 2005: Europees Kampioenschap U21
- 2006: Voorjaarswedstrijd, NK Matchplay
- 2009: Zwolle Cup
- 2010: Voorjaarswedstrijd

## Professional
Wouter de Vries is begin 2011 professional geworden. Voor mentale coaching werd hij opgenomen in een nieuw team van LTP, samen met Stéphane Lovey en Xavier Ruiz Fonhof. Raymond de Vries (geen familie) is de coach van het team. Alle drie spelen op de EPD Tour.
Wouter heeft in januari 2011 ook een nieuwe kledingsponsor gekregen: Golfjunkie, zij zijn ook de kledingsponsor van Taco Remkes. 
In juni 2012 voltooide hij zijn PGA-B opleiding waarna hij ging lesgeven op de Sallandsche Golfclub.  In 2013 stapte hij over naar de Wouwse Plantage.

### Gewonnen
PGA Holland
- 2011: Duinzicht Invitational